# Ctenopsis
Ctenopsis is een geslacht uit de grassenfamilie (Poaceae). De soorten van dit geslacht komen voor in delen van Afrika, West-Azië en Zuid-Europa.

## Soorten
Van het geslacht zijn de volgende soorten bekend: 
- Ctenopsis cynosuroides
- Ctenopsis delicatula
- Ctenopsis gypsophila
- Ctenopsis patens
- Ctenopsis pectinella